# Maximilian de Angelis
Maximilian de Angelis, nemški general, * 2. oktober 1889, Budimpešta, † 6. december 1974, Gradec.